# كاني أبراهيم (بشت أربابا)
کاني أبراهیم (بالفارسية: کانی ابراهیم) هي قرية تقع في إيران في قسم بشت أربابا الريفي.